# Fiúk (együttes)
A Fiúk egy 2018 novemberi alapítású magyar könnyűzenei együttes Budapestről. Önmeghatározása szerint „földalatti pop” stílusú zenét játszik. Tagjai: Bíró Bence (ének), Kasó Máté (basszusgitár, billentyűs hangszerek, vokál), Bánszki Botond (dobok), Iványi Máté (basszusgitár, szaxofon, vokál) és Lengyel Levente (gitár, vokál).

## Története
A zenekari tagok egy gólyatáborban találkoztak először, ahol alkalmanként együtt „kellett” zenélniük 3-4 napig. A kezdeti rivalizálás és az első zenélés után Bíró Bence már a Félek első, egy szál gitáros verzióját adta elő, melynek hatására egy zenekar alapítása mellett döntöttek.
Első saját daluk, a Félek hivalalos kiadásához készült klip 2019 áprilisában jelent meg, a közönség előtt az év május 23-án mutatkoztak be Budapesten a Neverland Bar & Escape Room-ban.
2020-ban a Bagossy Brothers Company és a Follow the Flow zenekarokkal léptek fel. Ugyanebben az évben bekerültek az NKA Hangfoglaló Könnyűzene Támogató Program támogatott zenekarai közé. Első középlemezük, a Mivanveletek 2020 júniusában jelent meg a Universal Music Group gondozásában, melynek bemutatója 2020. július 10-én volt a Dürer Kertben.
2021 májusában kiadták az első nagylemezüket, Velem egyedül címmel. A debütáló albumot Lázár Domokos (Esti Kornél) segítségével rögzítették, míg a produceri munkát Diaz (Wellhello) végezte.
2022-ben négy kislemezt adott ki a zenekar (Játszom, Hogyan rontsuk el, Majd beszélünk, Bárcsak), melyek az év október 21-én megjelent Ha neked nem című második középlemezükön is rögzítésre kerültek. A lemezt 2022. november 5-én mutattak be Budapesten az Instant-Fogas komplexumban.
2024. március 6-án megjelent a második nagylemezük Szobák felett címmel. Az album 12 számot tartalmaz, amelyek között szerepel a Ha neked nem után megjelent négy kislemezes tétel (Dohány 28, Mindig élek, Őzek a pálya mellett, Paralízis). A lemezbemutatóra 2024. április 27-én került sor Budapesten az Akvárium Klubban.

## Tagok
- Bíró Bence – ének
- Kasó Máté – basszusgitár, billentyűs hangszerek, vokál
- Bánszki Botond – dobok
- Lengyel Levente – gitár, vokál
- Iványi Máté – basszusgitár, szaxofon, vokál

## Diszkográfia

### Nagylemezek
| Információk                                                                | Tracklist |
| -------------------------------------------------------------------------- | --- |
| Velem egyedül - Megjelenés: 2021. május 14. - Kiadó: Universal Music Group | 1. Megremeg 2. Ezt most rád 3. Egyedül 4. Van az úgy 5. Ági 6. Hattyú 7. Magamat szívatom 8. Csónak 9. Ki beszél                                                                        |
| Szobák felett - Megjelenés: 2024. március 6. - Kiadó: ?                    | 1. Nem aktuális 2. Lakik itt valaki 3. Albérlet 4. Dohány 28 5. Paralízis 6. Senki 7. Hátizsák 8. Őzek a pálya mellett 9. Szódás a lovát 10. Trafikos 11. Járom az utam 12. Mindig élek |

### Középlemezek
| Információk                                                                      | Tracklist                                                                                                |
| -------------------------------------------------------------------------------- | --- |
| Mivanveletek - Megjelenés: 2020. június 26. - Kiadó: GreenMouse Recording Studio | 1. Szóban forgó 2. Hétfő 3. Vártam rád 4. Másnap 5. Ballada                                              |
| Csend Studio Session - Megjelenés: 2021. február 14. - Kiadó: Csend Stúdió       | 1. Szóban forgó - Csend Studio Session 2. Hétfő - Csend Studio Session 3. Ballada - Csend Studio Session |
| Ha neked nem - Megjelenés: 2022. október 21. - Kiadó: Universal Music Group      | 1. Játszom 2. Hogyan rontsuk el (ft. 6363) 3. Majd beszélünk 4. Bárcsak 5. Ha neked nem 6. Előbb-utóbb   |

### Kislemezek
- Félek (2019)
- Művirág (2019)
- Részegen táncolnék (2019)
- Halk Volt (2019)
- Minneapolis (2020)
- Ezt most rád (2021)
- Játszom (2022)
- Hogyan rontsuk el (ft. 6363) (2022)
- Majd beszélünk (2022)
- Bárcsak (2022)
- Dohány 28 (2023)
- Mindig élek (2023)
- Őzek a pálya mellett (2023)
- Paralízis (2024)
- Tükrök (2024)
- Odatalálok a tengerhez (2025)
- Boldog dalok, morbid viccek (2025)

### Videoklipek
- Félek (2019)
- Részegen táncolnék (2019)
- Minneapolis (2020) Honti Gergely
- Szóban forgó - Csend Studio Session (2021)
- Hétfő - Csend Studio Session (2021)
- Ballada - Csend Studio Session (2021)
- Ezt most rád (2021)
- Megremeg (2021) Büki Balázs
- Játszom (2022) Drakulaoutoftown
- Hogyan rontsuk el (ft. 6363) (2022) Drakulaoutoftown
- Majd beszélünk (2022) Drakulaoutoftown
- Bárcsak (2022) Drakulaoutoftown
- Ha neked nem (2022) Drakulaoutoftown
- Paralízis (2024) Fekete Gyula
- Tükrök (2024)
- Odatalálok a tengerhez (2025) Fekete Gyula

## Díjak, elismerések
- 2020 – NKA Hangfoglaló Könnyűzene Támogató Program támogatott zenekara
- 2020 – MTV brand:new augusztusi zenekara[10]